# 欧几里得距离

利用勾股定理计算二维欧几里得距离

在数学中，欧几里得空间中两点之间的欧几里得距离（英語：Euclidean distance）是指连接这两点的线段的长度。通过使用勾股定理，可以根据点的笛卡尔坐标计算这个距离，因此有时也被称为勾股距离。这些名称来源于古希腊数学家欧几里得和毕达哥拉斯，尽管欧几里得并没有用数字表示距离，而且直到18世纪才将勾股定理与距离计算联系起来。
通常将两个非点状物体之间的距离定义为它们之间点对之间的最短距离。已知可以计算不同类型物体之间的距离的公式，例如点到直线的距离。在高级数学中，距离的概念已经推广到抽象度量空间，而且还研究了除欧几里得距离以外的其他距离。在统计学和优化的某些应用中，有时会使用欧几里得距离的平方而不是距离本身。
使用这个距离，欧氏空间成为度量空间。相关联的范数称为欧几里得范数。较早的文献称之为毕达哥拉斯度量。

## 定义
在欧几里得空间中，点{\displaystyle x=(x_{1},\cdots ,x_{n})}和{\displaystyle y=(y_{1},\cdots ,y_{n})}之间的欧氏距离为
{\displaystyle d(x,y)={\sqrt {(x_{1}-y_{1})^{2}+(x_{2}-y_{2})^{2}+\cdots +(x_{n}-y_{n})^{2}}}}
向量{\displaystyle {\vec {x}}}的自然长度，即该点到原点的距离为
{\displaystyle \|{\vec {x}}\|_{2}={\sqrt {|x_{1}|^{2}+\cdots +|x_{n}|^{2}}}}
它是一个纯数值。在欧几里得度量下，两点之间线段最短。

## 平方欧几里得距离
在许多应用中，特别是在比较距离时，在计算欧几里得距离时省略最后的平方根可能更方便，因为平方根不会改变顺序（当且仅当{\displaystyle d_{1}>d_{2}}时{\displaystyle d_{1}^{2}>d_{2}^{2}}）。省略后得到的值是欧几里得距离的平方，称为平方欧几里得距离。例如，欧几里得最小生成树可以仅使用距离之间的顺序来确定，而不需要它们的数值。比较平方距离会产生相同的结果，但避免了不必要的平方根计算，并回避了数值精度问题。作为一个方程，平方距离可以表示为平方和：
{\displaystyle d^{2}(x,y)=(x_{1}-y_{1})^{2}+(x_{2}-y_{2})^{2}+\cdots +(x_{n}-y_{n})^{2}.}
除了应用于距离比较之外，平方欧氏距离在统计学中也具有重要意义，它可用于最小二乘法，这是一种通过最小化观测值和估计值之间的平方距离的平均值来曲线拟合数据统计估计值的标准方法，也是比较概率分布的最简单散度形式。

## 延伸阅读
- Deza, Elena; Deza, Michel Marie. . Springer. 2009: 94.
- . March 2, 2011  [2015-04-29]. （原始内容存档于2015-05-01）.